# Metateoria
A metateoria pode ser definida como área do conhecimento que teoriza sobre a própria teoria de uma dada ciência. Pode ser considerada como o equivalente à epistemologia.
A teoria cria postulados e princípios para uma determinada área do conhecimento. A metateoria analisa e discute esses postulados.
Segundo o sociólogo Bruno Laze, a metateoria é análoga ao que Max Weber chama de visão de mundo (Weltanschauung): um conjunto de crenças que serve de base para corroborar a razoabilidade de teorias inseridas no campo da metateoria.

## Metateoria contemporânea
A metateoria contemporânea frequentemente nota que as teorias têm componentes literários, contam histórias, utilizam a retórica, os símbolos e, assim como os textos literários, ajudam a explicar nossa vida.